# エフゲニ・アルドニン
エフゲニ・アルドニン（露: Евгений Валериевич Алдонин, 1980年1月22日 - ）は、ウクライナ出身のロシアのサッカー選手。ポジションはミッドフィールダー。

## 経歴
1999年、FCロトール・ヴォルゴグラードでプロデビュー。2002年にはA代表デビューを飾る。2004年、PFC CSKAモスクワへ移籍。同年6月、EURO2004のエントリーメンバーに選出された。フース・ヒディンク監督の初采配の試合となる2006年8月16日のラトビア戦では、キャプテンを任された。しかし、2007年3月24日のエストニア戦でベンチ入りしたのを最後にしばらく代表から遠ざかったが、2009年6月に2年ぶりの復帰を果たした。CSKAでは長年にわたり籍を置き数々のタイトル獲得に貢献した。
2012年7月24日、ロシア・プレミアへ昇格したFCモルドヴィア・サランスクにレンタル移籍をした。2013年夏にFCヴォルガ・ニジニ・ノヴゴロドに完全移籍した。

## 人物
- 妻は歌手のユリア・ナチャロワ（英語版）。彼女とは2006年6月1日に結婚。同年12月1日には娘が誕生した。2019年3月に死別[2]。
- ABBA、Queen、ビートルズの唄をカバーしたアルバムをリリースしたことがある。

## タイトル

### クラブ
- PFC CSKAモスクワ
  - ロシアサッカー・プレミアリーグ：2 (2005, 2006)
  - ロシア・カップ：5 (2005, 2006, 2008, 2009, 2011)
  - ロシア・スーパーカップ：4 (2004, 2006, 2007, 2009)
  - UEFAカップ：1 (2005)